# ウグリチ公
ウグリチ公（ロシア語: князь Углицкий）は、ロストフ公国（後にモスクワ大公国）の分領公国だったウグリチ公国の君主の称号である（「公」はクニャージからの訳出による）。君主号・公国の名は、その首都だったウグリチによる。

## ウグリチ公の一覧
括弧内の数字は在位年
- ウラジーミル・コンスタンチノヴィチ（1218年 - 1249年）
- アンドレイ・ウラジミロヴィチ（1249年 - 1261年）
- ロマン・ウラジミロヴィチ(ru)（1261年 - 1286年）
- ドミトリー・ボリソヴィチ(ru)（1285年 - 1288年）
- コンスタンチン・ボリソヴィチ(ru)（1288年 - 1294年）
- アレクサンドル・コンスタンチノヴィチ（1294年 - 1302年）
- ユーリー・アレクサンドロヴィチ（1302年 - 1320年）

(以下、モスクワ大公国属期)
- ピョートル・ドミトリエヴィチ(ru)（1389年 - 1405年）
- ウラジーミル・アンドレエヴィチ(ru)（1405年 - 1410年）
- ヴァシリー・ウラジミロヴィチ（1410年 - 1427年）
- コンスタンチン・ドミトリエヴィチ(ru)（1427年 - 1433年）
- ドミトリー・ユーリエヴィチ（・シェミャーカ）(ru)（1434年 - 1447年）
- ドミトリー・ユーリエヴィチ（・クラスヌィー）(ru)（1434年 - 1440年）
- アンドレイ・ヴァシリエヴィチ(ru)（1462年 - 1492年）
- ドミトリー・イヴァノヴィチ（・ジルカ）(ru)（1506年 - 1521年）
- ユーリー・ヴァシリエヴィチ(ru)（1534年 - 1564年）
- ドミトリー・イヴァノヴィチ（・スヴャトイ / 聖）（1584年 - 1591年）

（以下、名目上のウグリチ公）
- グスタフ・エリクソン・ヴァーサ（1600年代初頭）